# Волтурналия
Волтурналия (на латински: Volturnalia) е стар римски фестивал, празник в Древен Рим на 27 август в чест на Волтурн, богът на водата и фонтаните.